# Fabrizio De Rossi Re
Fabrizio De Rossi Re (Roma, 1º agosto 1960) è un compositore italiano.

## Biografia
Ha studiato al Conservatorio di Santa Cecilia, diplomandosi in composizione con Mauro Bortolotti e in strumentazione per banda con Raffaello Tega.
Importanti per la sua formazione sono stati gli incontri con il pianista jazz Umberto Cesari, con Sylvano Bussotti (Scuola di Fiesole) con Salvatore Sciarrino (corsi di perfezionamento di Città di Castello), e la collaborazione con Luciano Berio.
Membro dell’associazione Nuova Consonanza dal 1986 e presidente di giuria in vari concorsi internazionali di composizione ed esecuzione musicale, ha insegnato nei conservatori di Pesaro, L’Aquila, Bologna e Fermo, e dal 2021 insegna al Conservatorio di Perugia.
Le sue composizioni sono state pubblicate ed incise da Adda Records, Agenda, BMG Ariola, CNI, Edipan, Fonit Cetra, I Move, QQD, Rai Com, RCA, Semar, Ema Vinci, Tactus, Sonzogno.

## La musica

### Stile
La musica di De Rossi Re è caratterizzata da una forte apertura alle più diverse esperienze artistiche, ricompattate in uno stile multiforme ma sempre personale e chiaramente riconoscibile, che concilia i linguaggi della ricerca sperimentale con un modo diretto di comunicare. Fuori da tutti i percorsi omologati, De Rossi Re è «una sorta di cosmonauta che gira attorno al mondo della musica con antenne sensibilissime a cogliere ogni sollecitazione acustica, sonora, gestuale, risuonante», per poi trasfigurare e ricomporre i più diversi stimoli, antichi e moderni, attraverso il filtro della sua personalità artistica.
«Da musicista esecutore che ha conservato, quando compone, il gusto e la forza dell’impatto del suono», De Rossi Re coniuga la passione per tante musiche diverse, e la capacità di renderle compatibili e farle suonare insieme, con la ricerca di una forte sintonia con gli ascoltatori, dimostrando che «anche oggi può esistere un ascolto non banale, ma gratificante».

### Opere
Autore prolifico e continuativamente eseguito in Italia e all’estero, ha dedicato particolare attenzione al teatro musicale. Dopo la sua prima opera Biancaneve, ovvero il perfido candore, scritta su libretto proprio e rappresentata alla RAI di Roma nel 1993, ha composto Cesare Lombroso o il corpo come principio morale su libretto di Adriano Vianello (2001) e Musica senza cuore, azione musicale grottesca liberamente tratta dal libro Cuore su libretto di Francesca Angeli, rappresentata a Roma, Caserta e Cividale del Friuli nel 2003, con Paola Cortellesi nel ruolo di protagonista. Tra le opere di teatro musicale più recenti, si segnalano Animali Fantastici, azione musicale su testi di Leonardo da Vinci rappresentata a Hong Kong nel 2019 e Magic Circles. Storia di Martin W. che sapeva contare le stelle, opera in un atto unico e sei quadri su libretto di Guido Barbieri, protagonista Vinicio Marchioni (2022)
Su commissione di RAI – Radio Tre ha composto varie opere radiofoniche: Terranera, radiofilm su testo di Valerio Magrelli, voce recitante di Vittorio Sermonti e regia di Giorgio Pressburger (1994); Orti di guerra, striscia quotidiana di musica e poesia su testi di Edoardo Albinati (1995); Vox in bestia. Gli animali della Divina Commedia (Inferno) con Laura Catrani, su testi di Dante Alighieri e Tiziano Scarpa, selezionato per il Prix Europa 2022 e conservato fra i podcast di Rai Radio 3; Mia madre, un caso di cronaca, racconto radiofonico su testi di Maria Grazia Calandrone (2023).
Su commissione dell’Accademia Nazionale di Santa Cecilia ha composto An Imaginary portrait per orchestra di strumenti antichi (2000) e l’opera sinfonico-corale Rappresentatione per strumenti antichi, coro e orchestra (2001), mentre su commissione della Fondazione Musica per Roma sono stati composti ed eseguiti all’Auditorium Parco della musica di Roma Terror vocis (2009) e De Senectute. L’ Homo Sapiens e la notte di Natale 1960 (2014). Nell’ambito della sua produzione corale e orchestrale si segnala inoltre Terra trémuit per tenore, coro e orchestra (commissione Sagra Musicale Umbra, 2000), Slow Dance, danzetta lenta e molle delle piccole fate, omaggio a Giuseppe Verdi per fisarmonica e orchestra (commissione Concorso internazionale di composizione "2 Agosto" e Orchestra Toscanini di Parma, 2001) Ricercare Quinto (commissione Orchestra di Losanna, 2018). Per la danza ha inoltre composto L'ombra dentro la pietra (gruppo Entr'acte - produzione di Romaeuropa Festival 1996 e del Teatro Hebbel di Berlino 1997).
Tra i suoi lavori cameristici, continuativamente eseguiti in Italia e all'estero, si segnala il progetto Paludes realizzato per l'Accademia Filarmonica Romana in collaborazione con il Teatro dell'Opera di Roma (1999), il Ricercare per clavicembalo e archi scritto per il quartetto d'archi dei Berliner Philharmoniker (2004), Animali e bestie, scritto per Anna Proclemer e Antonio Sardi de Letto (2010), La seduzione, omaggio a Giuseppe Verdi (Busseto, Boston, Washington, Philadelphia, Chicago 2013), Canto tra cielo e terra per Giancarlo Menotti, scritto su commissione del Festival dei Due Mondi di Spoleto (2014), Rondò di notte, su commissione del Teatro La Fenice di Venezia (2014), Four Witches in San Diego, (su commissione del 44* NFA Convenction in San Diego USA, 2016), Interludio pirandelliano (commissione Accademia Filarmonica Romana, 2017), Arpie (dal canto XIII dell’Inferno di Dante) per viola, violoncello e pianoforte (2020).
Ha composto anche varie opere di teatro musicale da camera che nella realizzazione performativa lo vedono coinvolto nel ruolo di interprete al pianoforte. Tra le più rilevanti, si segnala il ciclo Canti di cielo e terra (Londra 2009, Roma 2010, Helsinki 2011, Parigi 2012) e le opere Cantopinocchio su libretto di Adriano Vianello (1997, con Simona Marchini), La scoperta dell'America su testo di Cesare Pascarella (2021, con Massimo Wertmüller) e Il Quaderno di Sonia (2019-2023, con Sonia Bergamasco).
Tutte le sue opere sono state incise e pubblicate da diverse etichette discografiche, tra le quali: Adda Records, Agenda, ArsPublica, BMG Ricordi, CNI, Domani musica, Edipan, Edition Tre Fontane, Fonit Cetra, I Move, QQD, RAI com (RAI Trade), RCA, Semar e Sonzogno.

## Catalogo

### Opere di teatro musicale
- Biancaneve, ovvero il perfido candore, opera in tre quadri su libretto proprio (1993)
- Cesare Lombroso, o il corpo come principio morale, azione musicale su libretto di Adriano Vianello (2001)
- Musica senza Cuore, azione musicale grottesca su libretto di Francesca Angeli, da Cuore di Edmondo De Amicis (2003)
- Mysterium Cosmographicum, opera sulla vita di Giovanni Keplero, libretto di Francesca Angeli (2004)
- King Kong, amore mio, opera su libretto di Luis Gabriel Santiago (2010)
- Animali Fantastici, azione musicale su testi di Leonardo da Vinci, in occasione dei 500 anni dalla morte (2019)
- Magic Circles. Storia di Martin W., che sapeva contare le stelle, opera in un atto unico e sei quadri su libretto di Guido Barbieri (2022)

### Composizioni per orchestra
- Cielo (1990)
- Spaventati dalla Tempesta (1992)
- Imaginary Portrait, libera reinvenzione dall’andante della Sinfonia K 201 di Mozart (1998)
- An Imaginary Portrait (il vero antico e il nuovo falso), per orchestra di strumenti antichi (2000)
- Festa dei folli per orchestra d’organetti, per Ambrogio Sparagna (2005)
- Valse (2005)
- Sirene migranti (2019)

### Composizioni per voci e orchestra
- Lauda per soli, coro e orchestra, testo di Elio Pecora (1991)
- Terra trémuit per tenore, coro e orchestra (1999)
- Rappresentatione (Urbs Imaginaria) per 4 voci soliste, strumenti antichi, coro e orchestra, con elaborazione elettronica (2003)
- Adagio per Alberto per attore e orchestra (2007)
- Il ritorno per attrice e orchestra d’archi, testo di Giorgio Somalvico (2008)
- Songs and Memories. L’Occhio della Memoria: Caruso, cielo, terra, sole e mare con luna crescente per 2 voci bianche, soprano, ensemble, orchestra di strumenti popolari, banda ed elettronica, su testi di Luis Gabriel Santiago (2008)
- Stabat Mater (quattro quadri trasfigurati dal finale dello Stabat Mater di Giovanni Battista Pergolesi) per soprano, contralto e orchestra d’archi (2009)
- Visione degli Angeli per coro e orchestra, testi di Claudio Saltarelli (2019)
- Dittico del mare, per voce recitante e orchestra di fiati (2021)

### Composizioni per strumenti solisti e orchestra
- Nero, nero per pianoforte e orchestra (1984)
- Aria di strepito per sax tenore e orchestra (1992)
- Concerto per arpa e orchestra (1998)
- Slow Dance (danzetta lenta e molle delle piccole fate –Omaggio a Verdi) per fisarmonica e orchestra (2001)
- White Shadows per fisarmonica e orchestra, ispirato al film White Shadows in the South Sea (1928) di W. S. Van Dyke (2016)

### Opere di teatro musicale da camera
- La comunione dei beni, su testi di Edoardo Albinati (1997)
- Tre per una (per non dire l’Ernani), su testi di Vittorio Sermonti (2000)
- Negritude, su testi liberamente tratti da Leopold Sédar Senghor (2001)
- Il Dottor Semmelweis, su testi di Francesca Angeli da Louis-Ferdinand Céline (2002)
- Il Canto dell’odio, melologo su testi di Lorenzo Stecchetti (2002)
- Stava scendendo la notte, su testi di Angelo Ferracuti (2004)
- Elettrotauri, su testi di Luis Gabriel Santiago (2004)
- Malandroidi, su testi di Luis Gabriel Santiago (2004)
- Ho trovato l’assurdo sul comodino, su testi di Luis Gabriel Santiago (2005)
- Terror Vocis, due canti popolari agitati e disperati (2008)
- Canto del Rauco mendicante, omaggio a Roberto Leydi (2008)
- Alatiel, melologo erotico-sentimentale da Boccaccio, su testo di Luis Gabriel Santiago (2008)
- Animali e bestie, su testo di Luis Gabriel Santiago (2010)
- The Bridge, su testo di Ambrose Bierce (2011)
- Silvio Zavatti, al suono gelido del vento, su testi di Silvio Zavatti (2013)
- Donna Canfora, azione musicale dalla storia taurianese di Donna Canfora, su libretto proprio (2015)
- Glauco e Scilla, azione mitologica in musica (2017)
- Il Naso, melologo su testi di Sandro Cappelletto, da Nikolaj Vasil'evič Gogol' (2017)
- Briganti, performance su libretto proprio (2017)
- Il Dio denaro (non avrai altro dio all’infuori di me), performance su testi di David Riondino (2018)
- Diario Notturno, su testi di Ennio Flaiano (2018)
- Il Giullare di Dio su testi di Arnaldo Casali (2018)
- Il Sogno di Coragino (Il drago, la luna, il lago e la storia della fondazione di Corciano), su testi di Francesca Angeli (2019)
- Il quaderno di Sonia, su testi di Sonia Bergamasco (2019)
- L’Arpia di Celleno, testi di Fabrizio de Rossi Re (2020)
- Rimbambimenti (dalla fisica quantistica al morbo di Alzheimer), su testi di Andrea Cosentino (2020)
- La scoperta dell’America, su testi di Cesare Pascarella (2020)

### Musiche per la radio
- Terranera, un viaggetto nel proto Lazio, radiofilm su testi di Valerio Magrelli, con Vittorio Sermonti, regia di Giorgio Pressburger (1994)
- Paracelso, dal trattato delle Ninfi, Silfi, Pigmei, Salamandre e altri esseri, drammaturgia radiofonica su testi di Paracelso (1994)
- Orti di Guerra, strisce radiofoniche su testi di Edoardo Albinati (1995)
- Diario Giapponese (Linguaggio: il professor Kazuhiro) (1996)
- La casa di Bernarda Alba di Federico García Lorca, regia di Giancarlo Cobelli (1998)
- Il quadro di Buzzati, radiodramma su testi di Luis Gabriel Santiago (2006)
- Vox in bestia, Inferno, un prontuario di animali divini per le celebrazioni dei 700 anni dalla morte di Dante Alighieri (2021)

### Musiche da camera
- Wunderkammern, Die Angst per ottavino, flauto e clarinetto (1984)
- Paludes per quartetto d’archi (1985)
- Fregi notturni per flauto e clavicembalo (1985)
- Allegro Nero per quartetto di sassofoni (1986)
- An Optical Illusion too? per flauto e pianoforte (1987)
- Ridi, un amore giallo per cinque strumenti (1987)
- Krono e gli altri demoni e dei per viola e clarinetto (1987)
- Palus Epidemiarum per viola, violoncello e contrabbasso (1988)
- Les Tourbillons per flauto e clavicembalo, dedicato a Mario Bortolotto (1991)
- Astarte Syriaca per violoncello e pianoforte (1992)
- Laus Veneris per violino e pianoforte, dedicato a Susanna Pasticci (1991)
- Epaves per undici archi, dedicato a Renzo Dall’Oglio (1992)
- A Bop be Bounce per flauto, flauto dolce, clavicembalo e arpa (1992)
- Quarto Nero (visione dell’Angelo) per tromba e organo (1993)
- Nocturnalia, danza estatica per sax contralto e sax baritono (1993)
- Pescate un numero con Lea la maltese per sette strumenti (1993)
- Nocturnalia II° per flauto, flauto dolce e sax contralto (1994)
- Three Pieces for Film by Hans Richter per quattro strumenti (1997)
- Nocturnalia III° per sax contralto e trombone (1997)
- L’alfabeto delle nuove rovine per cinque strumenti (1997)
- La stanza dei paesaggi artificiali per flauto, sax e percussioni (1998)
- To Autumn per violoncello e pianoforte, ispirato a una lirica di John Keats (2002)
- Venus’ Song per flauto, clarinetto e chitarra (2003)
- Erato amore mio per viola e pianoforte (2003)
- Ricercare Primo per arpa e quartetto d’archi (2004)
- L’Eclipse (dal film di Georges Méliès) per quattro strumenti (2004)
- Ricercare Secondo per clavicembalo e quartetto d’archi (2004)
- Kinderszenen per due pianoforti (2005)
- Marcia dei sacerdoti (da Mozart) per due corni di bassetto (2006)
- Rosso (Impromptu) per flauto e clavicembalo (2007)
- You’re Gonna Cry Ninety-six Tears per flauto dolce e fisarmonica (2010)
- Spiegel-Spiel per quattro flauti dolci (2012)
- Absurd Napoli Diary (nun sputà n’cielo,ca’n faccia te torna) per mandolino, chitarra e arpa (2012)
- Paesaggio marino per quartetto di chitarre (2012)
- Piccolo firmamento (che farò senza i tuoi occhi) per tromba e pianoforte (2012)
- Luna de enfrente (quattrocentoventuno lune) per flauto, sax contralto con elettronica (2013)
- Vanth, amore etrusco per clarinetto basso, contrabbasso e pianoforte (1994–2014)
- Ricercare Terzo per quartetto d’archi (2014)
- Un canto tra cielo e terra per Gian Carlo Menotti per viola, violoncello e pianoforte (2014)
- Ricercare Quarto per flauto e quartetto d’archi, dedicato a Gino Strada (2014)
- O quam tu pulchra es per cinque strumenti a fiato (2015)
- Sonno romano (Barocco malato) per trio d’archi, omaggio a Fabrizio Clerici (2015)
- Grande Nero per flauto, sax contralto, clarinetto basso, pianoforte e percussioni, omaggio ad Alberto Burri (2014)
- Busoni Gespenst (il fantasma di Busoni) per clarinetto e pianoforte (2015)
- Epistolario inventato per flauto e arpa (2015)
- Four Witches in San Diego per quattro ottavini (2016)
- Interludio Pirandelliano (del Gran Me e del piccolo me) per clarinetto e bayan (2017)
- Ricercare Quinto per clarinetto e quartetto d’archi (2017)
- Sonetto (Vivaldiana sopra le putte di Pietà di coro) per due violini (2018)
- Erato amore mio, versione per violino e pianoforte (2019)
- Monstrous Ships II per flauto e chitarra elettrica (2019)
- Mal di luna (duetto dei licantropi) per violino e fagotto (2019)
- Jack’s Book (To Build a Fire) per flauto e vibrafono, omaggio a Jack London (2019)
- Futakuchi-onna (la donna con due bocche) per flauto dolce basso e koto basso a 17 corde (2019)
- Arpie (dal canto XIII dell’Inferno di Dante) per viola, violoncello e pianoforte (2020)
- La strega Melinda (la strega del gran Sasso) per due sax soprani (2020)
- Dybbuk Dance (Dance of the Lost Spirit) per violoncello e flauto dolce tenore (2021)

### Musiche vocali da camera
- È finito anche maggio per soprano e pianoforte, su testo proprio (1982)
- Il diario del marinaio scalzo per voce sola, su testo proprio (1982)
- La mano che firmò il trattato per voce femminile e chitarra, su testo di Dylan Thomas (1983)
- Canzone per voce e pianoforte, su testo di Elio Pecora (1987)
- As Long as the Thunder per voce, sax e due chitarre, su testo di Sheila Concari (1987)
- Canto a Sciango, dio del tuono per voce femminile e tre strumenti, su testo proprio (1993)
- Va' via per voce femminile e arpa, su testo di Edoardo Albinati (1994)
- Canzone per Mauro per voce femminile e due strumenti, su testo di Piero Arcangeli, dedicato a Mauro Bortolotti (1996)
- Felix culpa (Thank you, Catholic Girls), omaggio a Frank Zappa per baritono e otto strumenti (1997)
- Laus Crucis per soprano e quattro strumenti, su testi dal Laudario di Cortona (1999)
- Iguanas per quattro voci, su testo di Edoardo Albinati (1999)
- Mura, marmo e mare per voce femminile e quattro strumenti, su testo di Gian Luca Favetto (2001)
- Musetta valzer per mezzo soprano e pianoforte (2005)
- The Fairy-Queen’s Ghost per voce femminile e bayan, su testo proprio (2009)
- Moving Passions (after John Dowland) per mezzo soprano e chitarra, su testo di Ennio Speranza (2010)
- La seduzione per voce femminile, vibrafono e pianoforte, omaggio a Giuseppe Verdi (2012)
- Nulla si dissolve per mezzo soprano e pianoforte, su testo di Marco Fortuna (2013)
- Hora fugit (Lamento notturno) per voce maschile o femminile con elettronica, su testo proprio (2014)
- Rondò di notte per soprano leggero, flauto e pianoforte preparato, su testo proprio (2014)
- Liquid Life per soprano e pianoforte con flauto ad libitum, su testo proprio, omaggio a Fabrizio Plessi (2015)
- Mercurio e l’allegria (Gelosia e orrende furie ricacciate negli inferi) per voce e quattro strumenti, su testo proprio (2016)
- La vipera, canzonetta terribile per voce sola, su testo liberamente tratto da Leonardo da Vinci (2020)

### Musiche per strumento solo
- Frammenti per pianoforte (1978)
- Collage per clarinetto (1978)
- Nero, nero per pianoforte (1984)
- Naufragio Bösendorfer per pianoforte (1984)
- Direful Monster per flauto (1986)
- Sophie per chitarra (1986)
- Ribes nero per clarinetto (1988)
- Vampyr per sax contralto (1989)
- Studi di nuvole per flauto in sol (1989)
- Fulmini per flauto in sol (1989)
- Cain (da Lord Byron) per flauto ed elettronica (1991)
- La casa dei profumi (Parfume’s House) per pianoforte, da New Atlantis di Francis Bacon (1993)
- Salse per gru, anatre, pernici, tortore, colombacci, colombi e diversi uccelli per flauto dolce ed elettronica, da De re coquinaria di Apicio (1993)
- My sweet Georgia Brown per arpa (1998)
- November Seascape per pianoforte (2002)
- Hurucane, demone dello spirito del vento (aprés Faenza Codex) per pianoforte (2005)
- Round About Vampyr per sax contralto ed elettronica (2006)
- Salse per triglie, scorpioni, tonni, murene e altri pesci per flauto dolce ed elettronica, da De re coquinaria di Apicio (2009)
- Mon père le chimpanzé (cinq pieces enfantines) per pianoforte a quattro mani (2010)
- Love True Love per pianoforte (2011)
- Cachucha per mezzo clarinetto (2012)
- Fire Dancing (Nestinarstvo) per pianoforte (2013)
- Monstrous Ships (The Graveyard of Ships) per chitarra elettrica ed elettronica (2013)
- De Senectute (Homo Sapiens e la Notte di Natale 1960) per flauto ed elettronica (2014)
- Anima di legno, libera reinvenzione dalla Sarabanda della II suite di J. S. Bach per violoncello solo (2014)
- Les têtes magiques, musica per il film Le bourreau turc di Georges Méliès per trombone (2016)
- Vassilò (da una melodia popolare greca) per pianoforte (2018)
- Heiser, il flautista ventriloquo per flauto con elettronica e autopiano (2018)
- Sette Refrains (una canzone per Franco Donatoni) per pianoforte (2018)
- De Senectute II (Homo Sapiens e la Notte di Natale 1960), versione per violoncello ed elettronica (2018)
- Nightfall, Notturno per pianoforte in omaggio a Benjamin Britten (2019)
- Centauromachia per pianoforte (2021)

## Discografia
- 1992 Miss Robinson (per quartetto) RCA CD 34443
- 1994 Terranera, un viaggetto nel proto-lazio testo di Valerio Magrelli, attore Vittorio Sermonti, regia di G.Pressburger e Paracelso attore Alessandro Rossi con Roberto Fabbriciani PAN CD 3057 Ed.Edipan
- 2004 Solo Piano Fabrizio de Rossi Re Solo Piano, CNI MUSIC, MFDL 16287
- 2007 Songs e Ricercari Interpreti vari, Ed. RAI TRADE (Hurucane - Mysterium Cosmographicum - Ricercare primo - Diario Giapponese - Bad Dance - Round about vampyr - Venus’song - The lost war)
- 2012 King Kong amore mio Opera – Fabio Maestri Opera Incanto - Ed. Rai com B00AYX4XP6
- 2016 L’opera pianistica (1984 – 2013) Fausto Bongelli - ARSPUBLICA ARS 141-022
- 2022 Fabrizio De Rossi Re: Direful monster and other stories – Works for flute (1986- 2018), Da Vinci Classics, SKU: C00598, Andrea Biagini, flauto.

### Titoli inclusi in raccolte
- 1991 ‘900 musica Musica da camera 2 Lacus Fulminis. Alter Ego gruppo, RCA – BMG, CCD 3007
- 1991 Musica transalpina vol.2 Appunti dal nero. Alicia Terzian / Grupo Encuentros de Música Contemporánea, ADDA - France, ADD 590014
- 1992 ‘900 musica L’Orchestra Spaventati dalla tempesta. Orchestra Sinfonica Abruzzese dir. F.Scogna, RCA – BMG, CD 74321-17516-2
- 1993 ‘900 musica Alter Ego A bop be bounce. Alter Ego gruppo, RCA – BMG, CD 74321- 16229 - 2
- 1995 ‘900 musica Federico Mondelci – Il sassofono Vampyr, RCA – BMG, CD 74321-25171-2
- 1995 M.Zurria O.Pizzo- Musica Contemporanea Cain, EDIPAN, PAN CD 3039
- 1996 ‘900 musica Mauro Maur - La Tromba Quarto nero, RCA - BMG, 74321- 16825-2
- 1998 Degli Amori difficili Ritratto dell’artista da giovane, CAM JAZZ, 128039-2 ,
- 2000 Missa Solemnis Resurrectionis (Terra Tremuit) SONZOGNO Sagra umbra LV 033
- 2004 Italian News FREON Ensemble Erato, amore mio, RAI TRADE EDIZIONI, RTE 012 - RTC ,
- 2004 Recitar Sonando Canto dell’odio, Sonia Bergamasco voce - RAI TRADE EDIZIONI, RTE 005
- 2006 Due Melologhi da una stella – testi di Maria Luisa Spaziani Aliamusica - AMR-CV 06002
- 2007 Orti di guerra Albinati & De Rossi Re, Audio libro Fandango ISBN 8860440297
- 2009 Italian Music for Flute and Harpsichord (1984- 2007) Rosso Impromptu – Les Tourbillons, ARS PUBLICA, ARS 141 – 010
- 2010 Schumannesque Kinderszenen, RAI TRADE EDIZIONI, RTE 025 - RTC
- 2010 Sur le tombeau de Haydn – Sette follie Il ritorno (testo di Giorgio Somalvico), Ed. RAI TRADE , RTE 024 -RTC
- 2011 Lieder, percorsi da Dowland ai nostri giorni Moving Passions, Domani Musica, DMCD 0111
- 2011 Il violino di Frankenstein – audio libro TERRANERA radiofilm Terranera, EDIPAN, PAN CD 3057
- 2012 New Music for guitar I° Venus ’song, ARSPUBLICA, Ars 041 - 016
- 2014 Contemporaries Clarinet Works Cachucha – Ribes nero, TACTUS, TC 920002[25]
- 2014 Antonio’s Book (per Antonio Sardi de Letto) O.Caianiello – Terre Sommerse 0174414328\
- 2015 Omaggio ad Alberto Burri Grande Nero, SIMPLE LUNCH, DS 0007226399
- 2016 Luna de enfrente – NYKY trio- SIMPLE LUNCH, DS 20asl/2016
- 2017 Risuonanze 2017 Les tetes magiques R.Rescigno ODC 243
- 2018 Fatales Fagott (Mal di Luna) Duo Carlini-Pieranunzi EMA Vinci Contemporanea 40093
- 2019 Dediche (Fire Dancing) Adele d’Aronzo EMA Vinci contemporanea 70166
- 2020 Homage to Franco (Sette Refrains) DAVINCI classics c00351
- 2021 Notturni – Ilaria Baldaccini (Nightfall) EMA VINCI records 70243
- 2022 Vox in Bestia – Laura Catrani / Tiziano Scarpa Stradivarius STR 37207